# سیارک ۳۴۷۱۸
سیارک ۳۴۷۱۸ (به انگلیسی: 34718 Cantagalli، نامگذاری:2001PR28) سی و چهار هزار و هفتصد و هجدهمین سیارک کشف شده‌است که در ۱۴ اوت ۲۰۰۱ کشف شد.